# セミヤー
セミヤー（露: Семья [sʲɪˈm⁽ʲ⁾ja] ( 音声ファイル)）とはボリス・エリツィンロシア大統領の家族や周辺の一部新興財閥（オリガルヒ）を指すロシアにおける政治用語。特殊な名詞として、大文字で表記する。

## 概要
1996年のロシア大統領選挙でエリツィンの選対本部に入って選挙運動を取り仕切って1997年6月30日に大統領府顧問に就任したエリツィン大統領の次女タチアナ・ディアチェンコを中心に、大統領府長官を務めたワレンチン・ユマシェフやアレクサンドル・ヴォローシンおよび財務大臣を務めたミハイル・カシヤノフがメンバーとされる。民間人では政商のボリス・ベレゾフスキーやロマン・アブラモヴィッチがメンバーに加わる。
第2次エリツィン政権において健康の優れないエリツィンに代わって幅広い政治的影響力を行使し、「政権の私物化」「政財界の癒着」との批判が高まった。
1999年12月にエリツィンが大統領を辞任し、首相だったウラジーミル・プーチンが大統領に就任すると、直後の2000年1月1日にエリツィン前大統領とその家族の身分の保障に関する大統領令に署名はしたものの、同月5日に「セミヤー」の中心人物であったタチアナ・ディアチェンコを大統領顧問から解任したのを皮切りに、2004年2月のミハイル・カシヤノフの首相更迭までには「セミヤー」は政界からほぼ一掃された。